# Zalesie (Stalowa Wola)
Pour les articles homonymes, voir Zalesie.
Zalesie est une localité polonaise de la gmina de Radomyśl nad Sanem, située dans le powiat de Stalowa Wola en voïvodie des Basses-Carpates.